# Bal Folk
Bal Folk, auch Balfolk (aus französisch bal, „Tanzveranstaltung, Ball“, und folk, „folkloristisch“, etwa „Volkstanzabend“), bezeichnet in einigen europäischen Ländern eine Tanzveranstaltung mit überwiegend Volkstänzen. Der französische Bal Folk hat seine Wurzeln im Folk-Revival der 1970er Jahre, an dem neben politisch progressiven, urban-studentischen auch traditionalistische Kreise beteiligt waren. Gegenüber traditionellen Tanzgruppen legt der Bal Folk weniger Wert auf akkurate Tanzschritte oder exakte Weitergabe der Tanztradition. Die Tänze erleben eine kontinuierliche Weiterentwicklung.
Weiteres Kernelement des Bal Folk ist die Symbiose aus Tanz und Musik. Die Bal Folk Veranstaltung legen Wert auf Live-Musik mit überwiegend lokalen Musikern.

## Entwicklung
Das Tanzrepertoire des Bal Folk war ursprünglich regelmäßiger Bestandteil öffentlicher Feste in den Städten und der Landbevölkerung. Viele Tänze und auch Gesänge waren rituelle Unterstützung gemeinschaftlicher Aktionen, wie Renovierung des Dreschplatzes für Getreide.
Europaweit reduzierten sich die Tanzveranstaltungen zur Mitte des 20. Jahrhunderts. Ungefähr um 1970 begann ein Revival der traditionellen Tänze, ausgehend von Frankreich aus.

## Bal Folk in Deutschland
Im Deutschen steht Bal Folk für Tanzveranstaltungen, bei denen überwiegend Tänze getanzt werden, die als französisch angesehen werden, bisweilen auch in Abgrenzung zum ebenfalls verwendeten Begriff des Fest-noz, bei dem fast ausschließlich Tänze getanzt werden, die als bretonisch angesehen werden.
Der Bal Folk ist in Deutschland eine der Formen von Mitmach-Tanzabenden, die sich von Volkstanzveranstaltungen abheben wollen: Die traditionellen Tänze sollen nicht in der dokumentierten Form erhalten werden, sondern dürfen sich weiterentwickeln. Daher unterscheiden sich Tänze im Bal Folk mittlerweile von den gleichen Tänzen im Volkstanz.
Beim Bal Folk werden normalerweise die Tänze der französischen Regionen (etwa Auvergne, Berry, Gascogne, Elsass, Bretagne und Poitou) zu Live-Musik getanzt, wobei sich die jeweilige Zusammensetzung der Tanzmischung danach richtet, was die Band spielt. Dadurch, dass alle mittanzen, trägt jeder zu der besonderen Atmosphäre bei, einer Mischung aus Spaß, Musik, Freude an Bewegung und Geselligkeit.
Getanzt werden Kreis-, Reihen-, Paartänze und Mixer (das sind Paartänze, bei denen jeweils nach einer Kehre ein Partnerwechsel erfolgt). Gelegentlich kann man baskische Gruppen-Solotänze finden.
Die typischen sechs Grundtänze des Bal Folk sind Walzer, Mazurka, Schottisch, Bourrée sowie die Mixer Chapelloise und Fröhlicher Kreis. Mit der Entwicklung der Folkszene und der damit verbundenen Mischung der französischen Tanzrichtungen gibt es mittlerweile bei einem Bal Folk aber auch viele bretonische Tänze (zum Beispiel An-dro, Hanter-dro und Gavotte, wie sie ursprünglich aus dem Fest Noz stammen), viele Branles aus dem Elsass (dort entstehen auch neue Branle-Choreografien) und Tänze der anderen genannten Regionen.
Tänze aus anderen Ländern (Schweden, Deutschland, Spanien und Italien) werden zunehmend in das Bal-Folk-Repertoire aufgenommen.
In den Benelux-Ländern gibt es ebenfalls eine starke Bal-Folk-Bewegung. Insbesondere in Flandern gibt es ungefähr seit 2000 eine sehr starke und gut organisierte, vorwiegend studentische Bal-Folk-Szene unter dem Label „Boombal“.

### Ablauf
Ein Bal Folk beginnt typischerweise zwischen 20 und 21 Uhr und geht oft weit bis nach Mitternacht. Die Anleitung der Tänze erfolgt nur in Einzelfällen.
Oft ist dem Bal Folk ein Workshop vorangestellt, auf dem man die wichtigsten Bal-Folk-Tänze lernen kann. Wichtig ist bei einem Bal Folk, dass der Boden gut tanzbar ist, weshalb die Mehrzahl der Bal-Folk-Veranstaltungen in Sälen mit Holzfußboden bzw. Parkett stattfinden.
Die Tänzerinnen und Tänzer tragen meist gewöhnliche Kleidung.

### Musik
In der Regel wird die Live-Musik mit folgenden Instrumenten (oder einer Auswahl daraus) verstärkt oder unverstärkt gespielt: Diatonisches und Chromatisches Akkordeon, Geige, Drehleier, Dudelsack, Gitarre, Harfe, Bombarde, Flöte und Kontrabass. 
Aber auch moderne Instrumente werden mehr und mehr eingesetzt, beispielsweise E-Bass, E-Gitarre, Saxophon und Schlagzeug.

### Bal Folk-Festivals
Außer einzelnen Bal Folk-Abenden werden zunehmend auch mehrtägige Bal Folk-Festivals veranstaltet, bei denen mehrere Bal Folks, meist jeden Abend und teilweise auch tagsüber, stattfinden. Das Festivalprogramm kann ergänzt werden durch Musikkurse, Sessions, Wanderungen und andere Aktivitäten.
Durch das längere Programm bedingt haben Bal Folk-Festivals in der Regel mehr Besucher (hundert bis zu mehreren Tausend) als einzelne Bal Folk-Abende, die auch aus größeren Entfernungen anreisen.
Die Bal Folk-Szene in Deutschland wird wesentlich beeinflusst durch die verschieden großen Festivals. Die Tanz- und Musikfreunde fahren beispielsweise oft in Gruppen gemeinsam zu den Festen, es entsteht ein Austausch der Musik und der Tänze, und Bands werden gegenseitig engagiert.

## Bands
Gruppen aus Deutschland, die zum Bal Folk spielen: „Allumette“, „All You Can Dance“, „Aller Hopp“, „AOK!“, „Bal la“, „Bilander“, „bilwesz“, „BalAffaire“, „Cassard“, „Danzvogel“, „Dudlhupf“, „Dudelquetsch“, „Die Hayner“, Fiddlesticks!, „Fievklang“, „Helix“, „La Marmotte“, „Lucioles“, „Marion Ludwig & Steve Ellis“, „Les hommes ventrus“, „Moenus“, „Palouse“, „Pas de Quoi“, „Saiten, Fell & Firlefanz“, „SPOC“, „Trio Grande“, „Viernheim Jam“, „Die Zwei“,  „Lys“, „Maracu“.
- Bal-Folk-Gruppen aus Frankreich, die gelegentlich in Deutschland zu hören sind: „Au Gré des Vents“, „Ciac Boum“, „La Chavannée“, „Duo James-Leblanc“, „Excalembour“, „La Machine“, „Parasol“, „La Poupée du Loup“, „Toc Toc Toc“.
- Weitere Bal-Folk-Gruppen: „Blowzabella“ (England), „Bruno et Maria“ (Deutschland/Schweiz), „Gonnagles“ (Niederlande), „Hot Griselda“ (Niederlande/Belgien), "Martina quiere bailar" (Spanien), „Naragonia“ (Belgien), „Phönix“ (Dänemark).

Diese Gruppen spielen traditionelle und neue, auch selbst komponierte Melodien zu den Bal-Folk-Tänzen. Wichtigstes Kriterium ist die gute Tanzbarkeit eines Stückes (Rhythmus, Tempo, Charakter, Arrangement).

## Tänze
Die vorgestellten Tänze (oft allerdings auch nur eine Auswahl davon, manchmal auch Tänze, die hier noch nicht erwähnt wurden) werden bei einem Bal Folk in freier Reihenfolge von der Band live gespielt, manche können auch mehrmals an einem Abend vorkommen.
- Walzer (Paartanz)
- Mazurka (Paartanz)
- Schottisch (Paartanz)
- Bourrée (unterschiedliche Varianten; meist Paartanz, manchmal auch Zwei-, Drei- oder Vier-Paar-Tanz)
- An-dro (Kettentanz)
- An Dro Retourné (Kreistanz)
- Branles (Kettentänze bzw. Paar im Kreis)
- Cercle Circassien (Mixer)
- Chapelloise (Mixer)
- Fröhlicher Kreis (Cercle Circassien, Mixer)
- Gavotte de montagne (Kettentanz)
- Gavotte de l'Aven (Kettentanz)
- Hanter-dro (Kettentanz)
- Hambo (Paartanz)
- Kost ar c'hoat (Kettentanz)
- Maraîchine (Mixer)
- Dañs Plinn (Kettentanz), oft mit Mittelteil Bal (Paare im Kreis)
- Polka (Paartanz)
- Polska (Paartanz)
- Rond de Saint-Vincent (Kreistanz)
- Rondeau en couple (Paartanz)
- Ridée à 6 temps (Kreistanz)
- Laridée à 8 temps (Kreistanz)
- Valse à 5 temps (5/4-Walzer, Paartanz)
- Valse à 8 temps (8/4-Walzer, Paartanz)

Darüber hinaus gibt es viele Tänze, die auf dem Weg ins Bal-Folk-Repertoire sind, etwa Congo de Capsieux, Scottish impaire, Pas d' été, Carnaval de Lanz und Sept sauts.